# Adfærdsterapi
Adfærdsterapi er en form for psykoterapi som bruges til at behandle depression, nervøsitetsforstyrrelser, fobier og andre former for psykopatologi ved hjælp af behavioristiske principper for ind- og aflæring af adfærd og følelsesmæssige responser. Kombineres i dag ofte med kognitiv terapi (kognitiv adfærdsterapi).

## Eksempel: eksponering
En udbredt adfærdsterapeutisk teknik i forbindelse med behandling af fobi er eksponering, hvor klienten gradvist og gentagende gange bliver udsat (eksponeret) for den angstfremkaldende stimuli, fx en edderkop, i en tryg atmosfære. Klienten går fx fra at betragte en lille edderkop på afstand, til at røre ved den, til at sidde med den i hånden, til at sidde med en større edderkop i hånden, osv. Klienten lærer derved, på en meget håndgribelig måde, at den angstfremkaldende stimuli ikke er farlig, og fobien aftager eller helbredes. Det behavioristiske princip i dette eksempel er "negativ forstærkning" (fravær af noget ubehagelig, hvilket vil forstærke en adfærd, der tidligere var inhiberet pga. forventning om ubehagelig konsekvens). Det samme princip med gradvis eksponering anvendes ved behandling af andre typer af fobier, fx socialfobi eller højdeskræk. 
Adfærdsterapi kombineres i dag ofte med kognitiv terapi (kognitivt adfærdsterapi), hvor man også undersøger og taler om klientens forestillinger og følelsesmæssige reaktioner, dvs. ikke kun interesserer sig for den ydre adfærd. Fx vil man i i eksemplet med edderkoppen indledningsvist undersøge hvilke (urealistiske) forestillinger klienten har om edderkoppers adfærd og hvordan forestillingerne er opstået, for bedre at kunne tilrettelægge eksponeringsfasen, så de urealistisk negative forventninger kan afkræftes.

## Karakteristika ved adfærdsterapi
Af natur er adfærdsterapier empiriske (datadrevne), kontekstuelle (fokuserede på miljøet og kontekst), funktionelle (interesseret i den effekt eller konsekvens som en adfærd i sidste ende har), monistiske (afviser sind-krop-dualisme og behandler personen som en enhed) og relationelle (analyserer birettede interaktioner).

## Fodnoter
1. ↑  Sundberg, Norman (2001). Clinical Psychology: Evolving Theory, Practice, and Research. Englewood Cliffs: Prentice Hall. ISBN 0130871192.